# Thames Tunnel

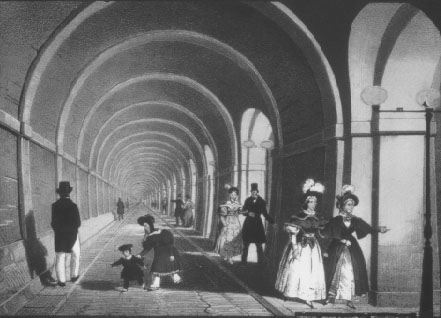
Innenansicht des Thames Tunnel Mitte des 19. Jahrhunderts

Der Thames Tunnel, dt. Themsetunnel, unterquert die Themse in London und verbindet die Stadtteile Rotherhithe und Wapping miteinander. Der Tunnel ist etwa 10 Meter breit und 366 Meter lang. Er wurde 1843 fertiggestellt und war der weltweit erste Tunnel unter einem Fluss. Die verantwortlichen Ingenieure waren Marc Isambard Brunel und sein Sohn Isambard Kingdom Brunel. Ursprünglich für Pferdekutschen geplant, wurde der Tunnel nie auf diese Art genutzt, sondern zunächst für Fußgänger und dann für Eisenbahnen. Bis 2007 verkehrten hier die U-Bahn-Züge der East London Line, die zur London Underground gehörte. Seit 2010 durchfahren ihn Züge der London Overground.

## Geschichte

### Erste Projekte
Zu Beginn des 19. Jahrhunderts wuchs das Bedürfnis einer neuen Verkehrsverbindung vom Nord- zum Südufer der Themse, um die expandierenden Docks auf beiden Seiten des Flusses miteinander zu verbinden. Der Ingenieur Ralph Dodd unternahm 1799 einen erfolglosen Versuch, zwischen Gravesend und Tilbury einen Tunnel zu bauen.
Zwischen 1805 und 1809 versuchte eine Gruppe von Bergleuten aus Cornwall, unter ihnen Richard Trevithick, weiter flussaufwärts zwischen Rotherhithe und Wapping einen Tunnel zu bauen. Das Vorhaben scheiterte aufgrund der schwierigen Bodenverhältnisse. Die Bergleute waren harten Fels gewohnt und hatten ihre Baumethoden nicht an den weichen Lehm und den Treibsand angepasst. Das Projekt „Thames Archway“ wurde eingestellt, nachdem 305 von insgesamt 366 geplanten Metern gegraben worden waren. Selbst bei Vollendung wäre der Nutzen des Tunnels bei einer Breite von lediglich 2–3 Fuß (61–91 cm) und einer Höhe von 5 Fuß (1,52 m) zweifelhaft gewesen.
Das Scheitern des Projekts führte bei Ingenieuren zu der verbreiteten Ansicht, dass ein Tunnel unter einem Gewässer nicht realisierbar sei. Der aus Frankreich stammende Ingenieur Marc Isambard Brunel war davon jedoch nicht überzeugt. 1814 präsentierte er dem russischen Zaren Alexander I. einen Plan zur Untertunnelung der Newa in Sankt Petersburg. Zwar wurde der Plan zugunsten einer Brücke aufgegeben, doch Brunel entwickelte seine neuen Tunnelbaumethoden weiter.

### Bauarbeiten

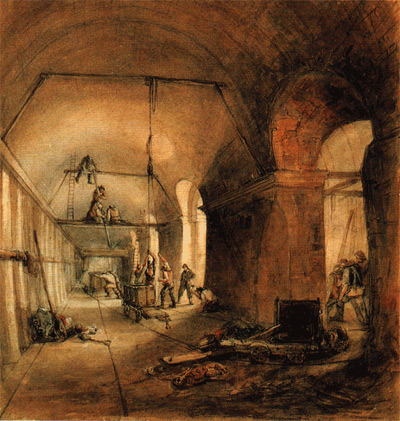
Bauarbeiten (1830)

Brunel und Thomas Cochrane ließen sich im Januar 1818 den Tunnelbohrschild patentieren, einen erheblichen Fortschritt für den Tunnelbau. 1823 entwarf Brunel den Plan eines Tunnels zwischen Rotherhithe und Wapping unter Anwendung seiner neuen Tunnelbaumethode. Verschiedene Investoren, darunter Arthur Wellesley, 1. Duke of Wellington, finanzierten das Projekt. 1824 wurde die Thames Tunnel Company gegründet, im Februar 1825 begannen die Bauarbeiten.
Der erste Schritt war die Errichtung eines großen Schachts am Südufer bei Rotherhithe, 150 Fuß (46 m) vom Flussufer entfernt. Zu diesem Zweck setzte man einen eisernen Ring mit einem Durchmesser von 50 Fuß (15,24 m) zusammen. Darüber entstand eine 40 Fuß (12,19 m) hohe und 3 Fuß (91 cm) dicke Backsteinmauer. Auf ihr stand eine starke Dampfmaschine, welche die Pumpen antrieb. Die ganze Apparatur wog rund 1000 Tonnen. Unterhalb der scharfen unteren Kante des Rings entfernten die Arbeiter von Hand das Erdreich. Der ganze Schacht sank somit allmählich unter seinem eigenen Gewicht bis zur gewünschten Tiefe. Im November war der Schacht fertiggestellt, die Tunnelbauarbeiten konnten beginnen.

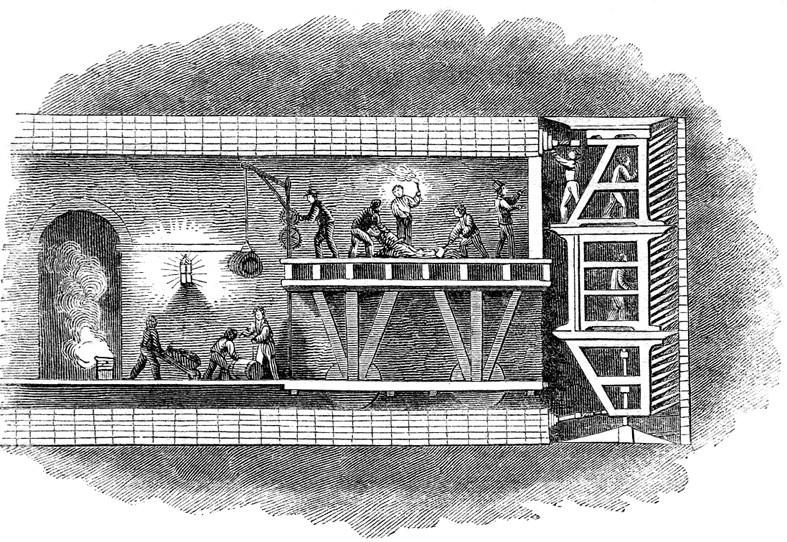
Baugerüst und Tunnelbohrschild

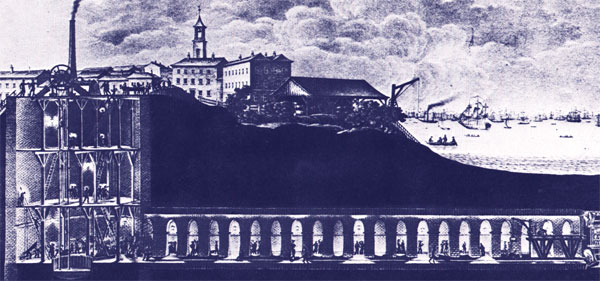
Illustration der Bauarbeiten (1840)

Der im südlichen Londoner Stadtteil Lambeth gebaute und im Schacht von Rotherhithe zusammengesetzte Tunnelbohrschild war das Schlüsselelement beim Bau, da mit ihm die ausgebrochenen Wände abgestützt werden konnten. Viele Arbeiter und auch Brunel erkrankten jedoch an verschmutztem Wasser, das vom Fluss durch die Tunneldecke tropfte. Als im April 1826 auch noch Chefingenieur William Armstrong erkrankte, übernahm der erst 20-jährige Isambard Kingdom Brunel, Marcs Sohn, die Leitung.
Die Bauarbeiten schritten nur langsam voran, etwa 3 bis 4 Meter pro Woche. Um etwas Geld einzunehmen, erlaubte die Tunnelgesellschaft die Besichtigung der Baustelle. Etwa 600 bis 800 Besucher pro Tag zahlten dafür einen Schilling. Am 18. Januar 1827, mittlerweile waren 549 Fuß (167 m) gegraben worden, wurde der Tunnel plötzlich überflutet. Isambard Kingdom Brunel ließ von einem Boot aus eine Taucherglocke absenken, um das Loch im Flussbett reparieren zu können, und zwar indem die Öffnung mit lehmgefüllten Säcken gestopft wurde. Nach den Reparaturen und der Entwässerung des Tunnels veranstaltete Brunel darin ein Bankett.
Am 12. Januar 1828 wurde der Tunnel erneut überflutet. Sechs Arbeiter starben, auch Isambard Kingdom Brunel wäre fast ertrunken. Aufgrund finanzieller Probleme der Tunnelgesellschaft wurde der Tunnel im August zugemauert. Das Projekt ruhte sieben Jahre lang, bis Marc Brunel genügend Finanzmittel zusammenhatte, darunter einen Kredit des Schatzamtes in Höhe von £ 247.000. Die Arbeiten wurden im Februar 1836 wieder aufgenommen, ein neuer Tunnelbohrschild musste installiert werden. Erneute Überflutungen, Brände sowie austretender Schwefelwasserstoff und Methan zögerten den Abschluss des Projekts immer weiter hinaus.

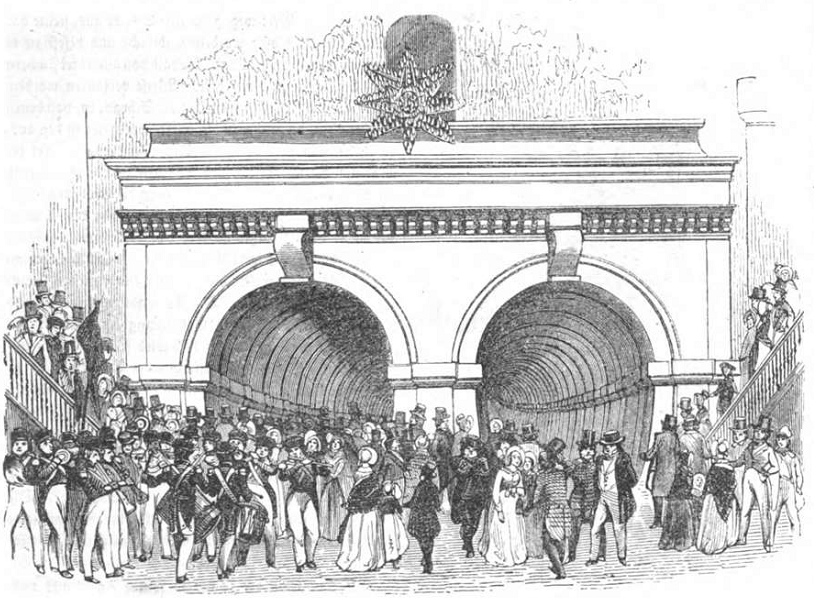
Feierliche Eröffnung des Tunnels am 25. März 1843

Erst im November 1841 konnten die Tunnelbauarbeiten abgeschlossen werden. Anschließend wurde der Tunnel mit Beleuchtung, einer Straße und Wendeltreppen ausgestattet. An der Südseite entstand ein Maschinenhaus mit der Entwässerungsmaschine. Schließlich wurde der Tunnel am 25. März 1843 eröffnet.

### Fußgängertunnel
Der Thames Tunnel, ein Triumph der Ingenieurskunst, erwies sich finanziell nicht als Erfolg. Die reinen Baukosten betrugen £ 454.000, die Ausstattung weitere £ 180.000, also weit über den anfänglichen Kostenschätzungen. Der Vorschlag, den Eingang zu verbreitern, um die Benutzung durch Fuhrwerke zu ermöglichen, scheiterte an den Kosten. So wurde der Tunnel ausschließlich von Fußgängern genutzt. Der Thames Tunnel entwickelte sich zu einer Touristenattraktion mit rund zwei Millionen Besuchern pro Jahr, die jeweils einen Penny zahlten, um hindurchzugehen. Er wurde in zahlreichen Volksliedern besungen. Allerdings wies Karl Baedeker junior in seinem ersten London-Führer von 1862 darauf hin, dass die jährlichen Einnahmen von zirka £ 5000 kaum ausreichten, um die durch das Durchsickern von Quellwasser verursachten Reparaturkosten zu decken. Der amerikanische Reisende William Allen Drew schrieb: „Niemand geht nach London, ohne den Tunnel zu besichtigen.“ Er bezeichnete den Tunnel als „achtes Weltwunder“ und beschrieb ihn überschwänglich. In der Folge zog der Tunnel viele Prostituierte an, die dort auf Kundschaft warteten. Taschendiebe versteckten sich hinter den Bögen, um die Passanten zu bestehlen.

### Eisenbahntunnel

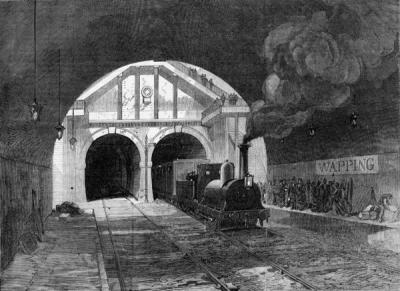
Ein Zug verlässt den Tunnel bei Wapping (1870)

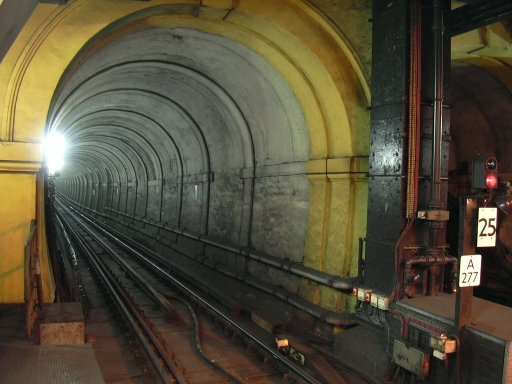
Der Thames Tunnel im Jahr 2005 mit Gleisen der London Underground

Ständig in Finanzsorgen, verkaufte die Tunnelgesellschaft ihn im November 1865 an die East London Railway. Das aus sechs Bahngesellschaften bestehende Konsortium beabsichtigte, den Tunnel als Teil einer Verbindung für Güter und Passagiere zwischen Wapping (später Liverpool Street) und der South London Line zu nutzen. Das großzügige Lichtraumprofil bot für Züge genügend Platz. Der erste Zug verkehrte am 7. Dezember 1869. Im Jahr 1884 wurden die nicht mehr benutzten Eingangsschächte in die Stationen Wapping und Rotherhithe umgebaut. Die East London Railway ging später in der London Underground auf. Bis 1962 verkehrten auch Güterzüge auf der Strecke.
Am 25. März 1995 wurde der Tunnel für längere Zeit geschlossen, um Renovierungsarbeiten durchzuführen. Sein Zustand war so schlecht geworden, dass London Underground erklärte, die East London Line endgültig stilllegen zu müssen, sollte der Tunnel nicht wieder instand gesetzt werden können. Die vorgeschlagene Methode, das Aufspritzen von Beton, führte zu Auseinandersetzungen mit Initiativen, die den Tunnel im Originalzustand erhalten wollten und die Notwendigkeit der Arbeiten in Frage stellten.
Die Streitparteien einigten sich darauf, an beiden Enden einen kurzen Abschnitt im Ausgangszustand zu belassen und den Rest des Tunnels schonender zu behandeln. Am 25. März 1998, viel später als ursprünglich geplant, wurde der Tunnel wiedereröffnet. Ab dem 22. Dezember 2007 wurde die Strecke wegen Bauarbeiten für eine Verlängerung der East London Line erneut geschlossen. Seit der Wiedereröffnung am 27. April 2010 ist diese Linie Teil des London-Overground-Netzwerks.

### Bedeutung
Der Bau des Thames Tunnel hatte bewiesen, dass es trotz der Skepsis zahlreicher Ingenieure tatsächlich möglich war, Unterwassertunnel zu errichten. In den folgenden Jahrzehnten entstanden im Vereinigten Königreich weitere Bauwerke dieser Art; die Tower Subway in London, der Severn-Tunnel unter dem Severn und der Mersey Railway Tunnel unter dem River Mersey. Alle entstanden mit Weiterentwicklungen von Brunels Tunnelbohrschild, wobei sich insbesondere James Henry Greathead auf diesem Gebiet hervortat. Die historische Bedeutung des Tunnels wurde anerkannt, als er 1991 von der American Society of Civil Engineers in die Liste der Historic Civil Engineering Landmarks aufgenommen wurde und man das Bauwerk am 24. März 1995 unter Denkmalschutz stellte. Eine Plakette im Bahnhof Rotherhithe erinnert an die Leistungen der beiden Brunels.

## Brunel Engine House
In Rotherhithe steht das Brunel Engine House, das von Marc Isambard Brunel entworfene Maschinenhaus. Es beherbergte einst die Pumpmaschinen und wurde 1975 vor dem Zerfall gerettet. Heute dient das Gebäude als Museum, das die Besucher über den Bau des Tunnels informiert. Ausgestellt wird eine etwas später installierte Dampfmaschine, die von der Royal Navy gespendet wurde. Mehrmals im Jahr veranstaltet das Museum Tunnelbesichtigungen.

## Zeitschriftenartikel
- Die Eröffnung des Themsetunnels. In: Illustrirte Zeitung. Nr. 1. J. J. Weber, Leipzig 1. Juli 1843, S. 5–7 (Wikisource)..